# Kōji Mitsui
Kōji Mitsui (三井弘次 Mitsui Kōji?, n. 6 martie 1910, Yokohama, Japonia – d. 20 aprilie 1979, Kamakura, Japonia) a fost un actor japonez de teatru, cinema și televiziune. El a apărut în peste 150 de filme din 1925 până în 1975, inclusiv în 29 de filme incluse în topul anual al celor mai bune 10 filme japoneze, alcătuit de revista Kinema Junpo, și în trei din cele mai bune 10 filme ale tuturor timpurilor.

## Carieră
Fiu al unui proprietar de cinematograf, Mitsui s-a născut în 1910 și s-a alăturat studioului Shochiku în anul 1924, debutând în cinematografie în 1925 sub numele de Hideo Mitsui (三井 秀 男). Statura sa joasă, trăsăturile fine și fața și vocea expresivă au făcut să fie potrivit pentru rolurile „fratelui mai mic” rebel, iar Mitsui a apărut în numeroase filme mute și apoi în primele filme sonore ca protagonist tânăr, în special în mai multe filme clasice ale lui Yasujirō Ozu (printre care Dragnet Girl (1933) și Floating Weeds (1959)) și în seria de filme „Yota”.
Mitsui a părăsit în cele din urmă compania Shochiku, revenind în 1948 sub numele Kōji Mitsui (三井 弘 次) și ajungând să obțină roluri de compoziție. În 1954 s-a alăturat altor interpreți ai companiei Shochiku care au creat Madoka Group, o companie de producție de film care avea scopul de a aduce stabilitate profesiei lor.
La fel ca mulți actori populari de compoziție din Japonia postbelică, Mitsui a ținut ocazional capul de afiș în filme minore, dar cel mai adesea a strălucit în roluri cheie secundare. A jucat în Condiția umană (I-II, 1959) al lui Masaki Kobayashi, în Femeia nisipurilor (1964) al lui Hiroshi Teshigahara și în Inferno of First Love (1968) al lui Susumu Hani.
În 1957 Akira Kurosawa l-a împrumutat pe Mitsui de la compania Shochiku pentru a juca rolul pivot al jucătorului de cărți Yoshisaburo din Azilul de noapte, a cărui replică finală din film - deranjat că sinuciderea unuia dintre personaje a ruinat petrecerea chiriașilor azilului - este „mereu șocantă și întotdeauna devastatoare atunci când o vizionezi”, iar rostirea lui Mitsui, care sparge al patrulea perete, este „absolut la țintă: ironică, crudă, amuzantă și oribilă”. Kurosawa l-a împrumutat ulterior pe Mitsui (care apăruse într-un rol mic în filmul Scandal, realizat în 1950 de cineast pentru compania Shochiku) pentru alte cinci filme ale sale pentru compania Toho: Fortăreața ascunsă, Cerul și iadul, The Bad Sleep Well, Barbă Roșie și Dodes'ka-den.
Mitsui a jucat deseori scene de beție, mai ales ca o „minunăție a unei scene” din filmul Barbă Roșie (1965) al lui Kurosawa. Viața a imitat uneori arta; luat la rost de regizorul Kaneto Shindo cu privire la consumul frecvent de băutură în timpul unei scene de beție, Mitsui a spus: „Care este diferența între a face ceea ce spui și a face efectiv?” În mod notoriu, el a fost actorul (nenumit în cartea The Emperor and the Wolf a lui Stuart Galbraith IV), care l-a numit în stare de ebrietate pe Kurosawa un „laș” pentru că regizorul nu a vrut să mai facă filme după eșecul filmului Dodes'ka-den din 1970 (în care Mitsui a avut o scurtă apariție) și a încercat să se sinucidă, iar Mitsui a alergat șocat pentru a-i oferi un sprijin moral.
În 1971 Mitsui a fost supus unei operații de ulcer gastroduodenal, care i-a afectat mai mult cariera de actor intrată în declin la sfârșitul anilor 1960. El a început să fie invitat tot mai mult în programele de televiziune, apărând în peste 100 de emisiuni până în 1978, când a jucat ultimul său rol în film. A murit în 1979 și i-a supraviețuit fratele său mai mic, Tadao Mitsui, un renumit anatomist care studiase ca bursier Fulbright la Universitatea din Washington.

## Premii
În 1957 Mitsui a câștigat premiul Mainichi pentru cel mai bun actor în rol secundar pentru interpretarea sa din filmul Azilul de noapte al lui Akira Kurosawa și din alte două filme regizate de Minoru Shibuya, Kichigai buraku (The Unbalanced Wheel) și Seigiha (Righteousness).
În acel an a obținut și premiul Panglica Albastră pentru cel mai bun actor în rol secundar pentru Azilul de noapte și Kichigai buraku. Cu aceste două premii obținute pentru Azilul de noapte, Mitsui a reușit să se distingă ca unul dintre actorii de frunte ai cinematografiei japoneze, pe care Kurosawa i-a selectat și i-a pus să repete îmbrăcați în costume timp de 60 de zile pentru a închega un ansamblu actoricesc excepțional.

## Moștenire
Portretizarea de către Mitsui a nihilistului leneș din Azilul de noapte este bine amintită ca o demonstrație a talentului său de improvizație și pentru „vocea frumoasă, cu farmecul ei unic și simțul ritmului”, „stranie și totuși hipnotică (...) ca de oboi”. Actul final al filmului devine un tur de forță pentru Mitsui, care îl imită batjocoritor pe Bokuzen Hidari (al cărui umanism a fost învins de cinismul pariorului) și încheie filmul cu remarca sa brutală. Potrivit actriței Kyōko Kagawa, el a fost „fabulos” în acest film și „grozav în orice rol”.
Cel mai întins rol interpretat de Mitsui într-un film al lui Kurosawa, după Azilul de noapte, a fost rolul reporterului de știri care comentează nunta de la începutul filmului The Bad Sleep Well (1960); rolul său de observator sarcastic a fost remarcat de criticul Donald Richie ca asemănător cu cel al pariorului Yoshisaburo din filmul anterior, iar interpretarea „extrem de încântătoare” a lui Mitsui a contribuit la asocierea sa cu personaje sardonice, la fel cum interpretarea bețivilor i-a creat o reputație de bețiv.
Mitsui a fost actor de voce în primul film sonor de animație din Japonia, Chikara to Onna no Yo no Naka (1933; acum pierdut) și a apărut în primul film color japonez, Carmen Comes Home (1951). Vedetă a versiunii originale mute a filmului A Story of Floating Weeds (1934) al lui Ozu, el a apărut într-un alt rol în propriul remake color din 1959 al cineastului, Floating Weeds, pe care criticul Roger Ebert l-a numit drept unul dintre cele mai mari zece filme din toate timpurile.
În prezentarea media a serialului reality show The Supporting Actors, difuzat de TV Tokyo în perioada 2017-2018, în care au apărut șase actori populari puși să împartă același spațiu, vedetele l-au menționat în mod repetat pe Kōji Mitsui ca un actor cu o influență majoră și un reprezentant specific și eminent al profesiei lor.
Pe lângă numeroasele sale apariții în filmele unor cineaști precum Kurosawa, Ozu, Masaki Kobayashi și Keisuke Kinoshita, Mitsui este cunoscut publicului occidental ca bătrânul cu un comportament duplicitar din filmul Femeia nisipurilor (1964) al lui Hiroshi Teshigahara, care a fost nominalizat la Premiul Oscar pentru cel mai bun film străin, pentru care a primit onoarea de a i se trece numele în partea de sus a afișului original al filmului, alături de vedetele Eiji Okada și Kyōko Kishida.

## Filmografie
| An   | Titlu                                       | Regizor             | Rol                                                | Observații                                                                                 |
| ---- | ------------------------------------------- | ------------------- | -------------------------------------------------- | ------------------------------------------------------------------------------------------ |
| 1933 | Chikara to Onna no Yo no Naka               | Kenzō Masaoka       | Voce                                               | primul film sonor de animație japonez (pierdut); menționat ca Hideo Mitsui                 |
| 1933 | Dragnet Girl                                | Yasujirō Ozu        | Hiroshi                                            | film mut; menționat ca Hideo Mitsui                                                        |
| 1934 | A Story of Floating Weeds                   | Yasujirō Ozu        | Shinkichi                                          | film mut; menționat ca Hideo Mitsui                                                        |
| 1934 | A Mother Should be Loved                    | Yasujirō Ozu        | Kosaku                                             | film mut; menționat ca Hideo Mitsui                                                        |
| 1940 | Urban Torrent                               | Kôjirô Sasaki       | Kirō                                               | menționat ca Hideo Mitsui                                                                  |
| 1946 | The Elegant Vagabond                        | Masahiro Makino     | Gentarō                                            | menționat ca Hideo Mitsui                                                                  |
| 1950 | The Bells of Nagasaki                       | Hideo Ōba           | Yamashita                                          |                                                                                            |
| 1951 | Carmen Comes Home                           | Keisuke Kinoshita   | Oka                                                | primul film color japonez                                                                  |
| 1956 | I Will Buy You                              | Masaki Kobayashi    | Tamekichi Kurita                                   |                                                                                            |
| 1956 | Early Spring                                | Yasujirō Ozu        | Hirayama                                           |                                                                                            |
| 1957 | Azilul de noapte                            | Akira Kurosawa      | Yoshisaburo (pariorul)                             | distins cu premiile Mainichi și Panglica Albastră pentru cel mai bun actor în rol secundar |
| 1957 | Times of Joy and Sorrow                     | Keisuke Kinoshita   | dl. Kanemaki                                       |                                                                                            |
| 1958 | The Hidden Fortress                         | Akira Kurosawa      | santinela                                          | scurtă apariție                                                                            |
| 1959 | Floating Weeds                              | Yasujirō Ozu        | Kichinosuke                                        | Mitsui a jucat rolul protagonistului tânăr în filmul original din 1934                     |
| 1959 | The Human Condition                         | Masaki Kobayashi    | Furuya                                             | primul film al trilogiei                                                                   |
| 1960 | The Bad Sleep Well                          | Akira Kurosawa      | reporterul de la știri                             |                                                                                            |
| 1961 | My Face Red in the Sunset/Killers on Parade | Masahiro Shinoda    | asasinul cuțitar                                   |                                                                                            |
| 1962 | Gang vs. Gang                               | Teruo Ishii         | Yanagisawa                                         |                                                                                            |
| 1963 | High and Low                                | Akira Kurosawa      | Jurnalist                                          | scurtă apariție                                                                            |
| 1964 | Femeia nisipurilor                          | Hiroshi Teshigahara | Bătrânul satului                                   |                                                                                            |
| 1965 | A Fugitive from the Past                    | Tomu Uchida         | Motojima                                           |                                                                                            |
| 1965 | Barbă Roșie                                 | Akira Kurosawa      | bețivul Heikichi, vecinul și prietenul lui Sahachi |                                                                                            |
| 1967 | Japan's Longest Day                         | Kihachi Okamoto     | Reporterul care plânge                             | scurtă apariție                                                                            |
| 1975 | The Great Jailbreak                         | Teruo Ishii         | Ryota                                              | ultimul rol în film                                                                        |

## Premii și distincții
- 1957: Premiul Mainichi pentru cel mai bun actor în rol secundar pentru Kichigai Buraku, Seigiha și Azilul de noapte[23]
- 1957: Premiul Panglica Albastră pentru cel mai bun actor în rol secundar pentru interpretarea sa din Kichigai Buraku și Azilul de noapte[24]

## Legături externe
- Kōji Mitsui la Internet Movie Database